# Sears Centre
Le Sears Centre est une salle omnisports située à Hoffman Estates, dans la banlieue nord-ouest de Chicago.
Ses locataires sont le Slaughter de Chicago (IFL), l'Express de Chicago (ECHL) et anciennement les Hounds de Chicago (UHL), le Storm de Chicago (MISL), les Shamrox de Chicago (NLL), les Bulls de Windy City (G-League). Sa capacité est de 10 000 places pour le basket-ball et 9 500 pour le hockey sur glace, le crosse et le football puis 11 800 pour les concerts. La salle possède 43 suites de luxe et 1 000 sièges de club.

## Histoire
Le Sears Centre fut inauguré le 26 octobre 2006, son coût de construction était de $62 millions USD. Le bâtiment est possédé à 75 % par Ryan Companies US, Inc. et 25 % par Sears, Roebuck and Company. En 2007, la salle devrait accueillir une nouvelle équipe de football en salle.
L'arène devrait accueillir plus de 135 événements dont des matchs de la Lingerie Football League et attirer plus de 750 000 visiteurs par an.

## Événements
- Concert inaugural de Duran Duran le 26 octobre 2006
- Hôte du plus grand PPV de la TNA Bound for Glory IV le 12 octobre 2008
- TNA Impact Wrestling le 12 mars 2013
- Match de Coupe Davis de tennis face à la Slovaquie du 12 au 14 septembre 2014
- Skate America 2014, du 24 au 26 octobre 2014
- Skate America 2016, du 21 au 23 octobre 2016
- All In le 1er septembre 2018 (11263 spectateurs)
- AEW All Out le 31 août 2019
- AEW All Out le 5 septembre 2021